# Портер, Дерек
Дерек Портер-Несбитт (англ. Derek Porter-Nesbitt, род. 2 ноября 1967 года, Белфаст, Великобритания) — канадский гребец, чемпион летних Олимпийских игр 1992 года в составе восьмёрки, серебряный призёр летних Олимпийских игр 1996 года в одиночках, чемпион мира 1993 года, чемпион Панамериканских игр 1999 года.

## Спортивная биография
Дерек Портер родился в 1967 году в Великобритании. Заниматься академической греблей Портер начал на втором курсе Университета Виктории. Первым чемпионатом в составе сборной Канады для Дерека стал чемпионат мира 1989 года, где он стал вторым в финале В в соревнованиях двоек. С 1990 года Портер стал выступать в составе восьмёрки. На мировом первенстве 1990 года канадский экипаж смог выйти в главный финал, заняв там второе место. Спустя год Портер вновь стал серебряным призёром чемпионата мира в восьмёрках.
Летом 1992 года Портер дебютировал на летних Олимпийских играх. Канадская сборная уверенно преодолела первый раунд соревнований. В финальном заезде канадские гребцы на самом финише смогли вырвать победу у сборной Румынии, опередив их всего на 0,14 сек. После окончания Олимпийских игр Дерек Портер принял решение сосредоточиться на выступлении в одиночках. На своём первом личном чемпионате мира канадский гребец не только смог пробиться в главный финал, но и занял первое место, опередив в решающем заезде Вацлава Халупу. Портер стал первым за 75 лет канадцем кому удалось стать чемпионом мира в одиночках. На двух следующих мировых первенствах Портеру не удавалось даже пробиться в финал A.
На летних Олимпийских играх 1996 года Портер уверенно победил в первом раунде в соревнованиях одиночек, однако и в полуфинале, и в финале канадец ничего не смог противопоставить швейцарцу Ксено Мюллеру, который был намного быстрее всех своих соперников. В финале соревнований основная борьба развернулась за серебряную медаль. Помимо Портера на неё претендовали двукратный олимпийский чемпион немец Томас Ланге и действующий чемпион мира из Словении Изток Чоп. В итоге судьба медали решалась на самом финише, где Портер на 0,27 с опередил немецкого гребца и стал серебряным призёром Игр. После Игр в Атланте результаты Портера пошли на спад. В течение трёх лет Дерек не мог попасть в число призёров на крупнейших международных стартах. Свою четвёртую и последнюю награду мировых первенств Портер завоевал в 1999 году, став бронзовым призёром соревнований.
В 2000 году Портер принял участие в летних Олимпийских играх в Сиднее. В соревнованиях одиночек Портер пробился в финал, но стал там только четвёртым, уступив в борьбе за бронзу немецкому гребцу Марселю Хаккеру 0,27 с. После окончания Игр Портер принял решение завершить спортивную карьеру. В 2006 году Дерек вернулся к соревновательной практике, начав выступления в соревнованиях двоек парных вместе с Джейком Ветцелем. Канадский экипаж планировал выступить на чемпионате мира, а также на Олимпийских играх в Пекине. Однако из-за травмы спины у Ветцеля канадцы пропустили большую часть сезона. В итоге на международном уровне Портер и Ветцель совместно выступили только на одном этапе Кубка мира, где стали четвёртыми в финале B. Не сумев отобраться на Олимпийские игры Портер окончательно завершил спортивную карьеру, при этом Ветцель выступил в Пекине в составе восьмёрки.
В 1996 году Портер был введён в зал славы Университета Виктории, в 2012 году в зал славы канадского спорта, а в 2013 году в зал славы Большой Виктории.